# Dunbar (Nebraska)
Dunbar è un villaggio degli Stati Uniti d'America della contea di Otoe nello Stato del Nebraska. La popolazione era di 187 persone al censimento del 2010.

## Storia
Dunbar è stata fondata nel 1856 da John Dunbar come intersezione tra le proprietà di John Dunbar, T. H. Dunbar, J. Wilson, e John McGinley. Originariamente era nota come Wilson fino al 1856 quando ha cambiato nome per il più antico residente e fondatore riconosciuto. Dunbar era un grande deposito di noli per le merci che viaggiavano ad ovest di Nebraska City. La prima ferrovia è stata costruita a Dunbar nel 1869 quando la Midland Pacific Railway e la Burlington and Missouri River Railroad hanno raggiunto Nebraska City. Negli anni 1880, la città possedeva un negozio di alimentari, un negozio, un ristorante, una pensione, due alberghi, due livree, cinque chiese, una farmacia, un deposito di legname, due banche, un barbiere, due saloon, un dentista, e un optometrista. Nel 1884 e nel 1888 si sono verificati due incendi, spingendo l'uso di mattoni e malta. Circa 1 miglio a sud di Dunbar, il Delaware (dal nome della township) Cemetery è stato costruito. La prima tomba è stata scavata nel 1884.
Nel 1926, Dunbar ha festeggiato i 70 anni dalla fondazione. Un masso è stato posto in memoria di John Dunbar. La Nebraska City High School Band ha tenuto un concerto e altre festività fino alla sera.
L'inondazione del Wilson Creek, del Fox Creek, e molti altri tributari l'8 maggio 1950 hanno devastato il villaggio. Nove edifici furono spazzati via, il resto degli edifici furono quasi distrutti, e due bambini morirono. Nel 1965, il bypass di Dunbar era terminato, questo influì fortemente le aziende di Dunbar, la popolazione era in calo e l'economia era crollata. Il tratto di tre miglia attraverso Dunbar è stato notato come il peggiore da Chicago a Denver.

## Geografia fisica
Dunbar è situata a 40°40′04″N 96°01′47″W (40.667826, -96.029697).
Secondo lo United States Census Bureau, ha un'area totale di 0,23 miglia quadrate (0,60 km²).

## Società

### Evoluzione demografica
Secondo il censimento del 2010, c'erano 187 persone.

### Etnie e minoranze straniere
Secondo il censimento del 2010, la composizione etnica del villaggio era formata dal 98,9% di bianchi, lo 0,5% di asiatici, e lo 0,5% di altre razze. Ispanici o latinos di qualunque razza erano l'1,6% della popolazione.